# Ugny-l'Équipée

Ugny-l'Équipée este o comună în departamentul Somme, Franța. În 1 ianuarie 2022 avea o populație de 30 de locuitori.